# 打邻仓县
打鄰倉縣，又譯達鈴燦縣、大林江縣（泰語：เขตตลิ่งชัน），是泰國首都曼谷轄下的50個區之一。打鄰倉縣總面積29.479平方公里。根據泰國官方於2017年所作的人口調查數據顯示：居住於打鄰倉縣的總人口數量為105299人。

## 事故
1979 年，一輛通勤列車在打鄰倉縣與一輛貨運列車相撞，這是泰國鐵路歷史上最嚴重的事故，造成54人死亡。